# Altus (Arkansas)
Altus è una città nella contea di Franklin, nello Stato americano dell'Arkansas. Nel censimento del 2010 aveva una popolazione di 750 abitanti e una densità abitativa di 161,16 abitanti per km².

## Geografia fisica
Altus si trova alle coordinate 35°27′17″N 93°46′19″W.
Altus ha una superficie totale di 4,70 km² dei quali 4,7 sono di terra ferma e 0 km² sono di acqua.